# Scultura ellenistica

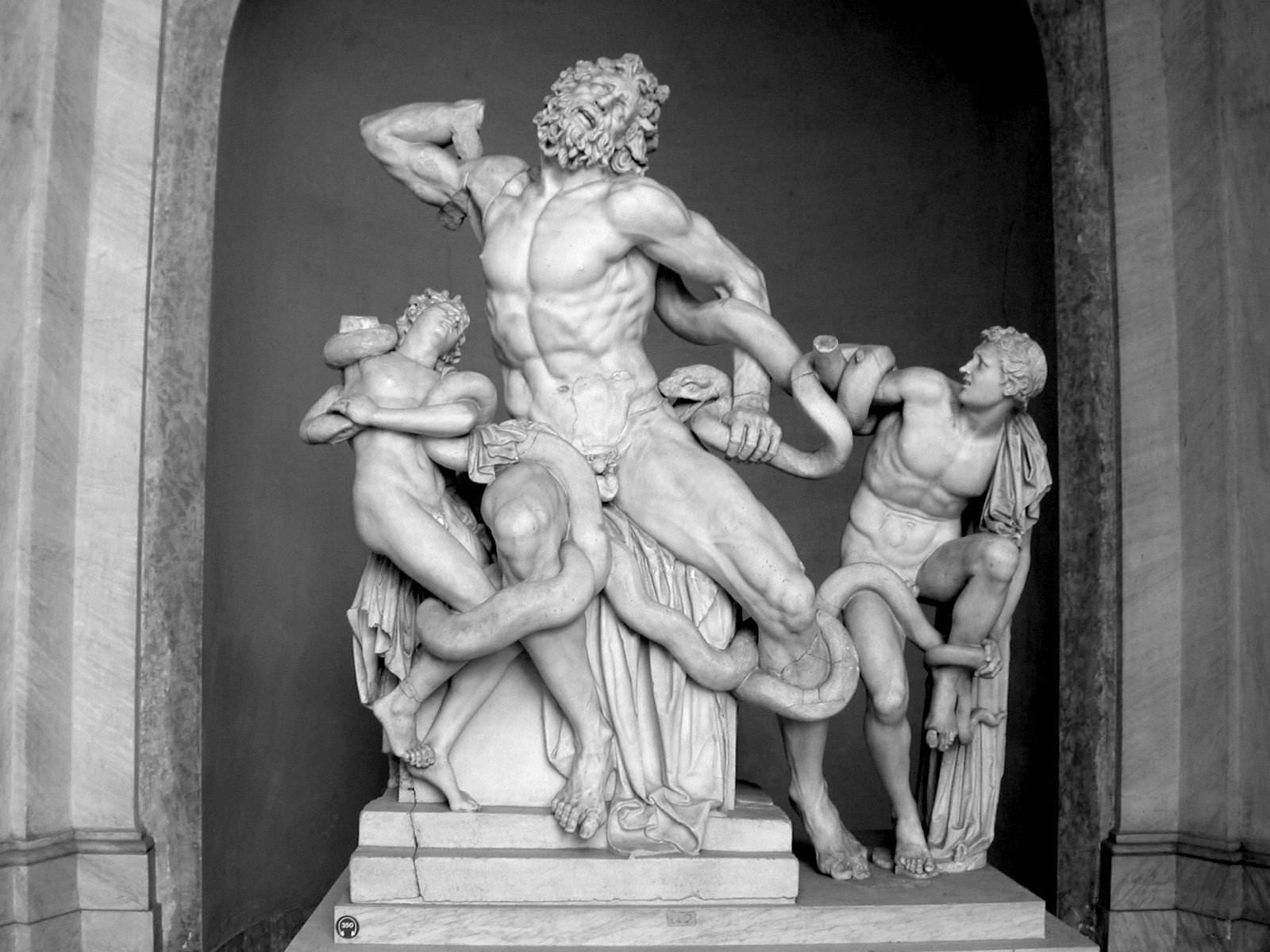
Il Gruppo del Laocoonte, possibile copia marmorea da originale bronzeo della seconda metà del II secolo a.C.

La scultura ellenistica è la produzione nell'ambito dell'arte plastica del mondo ellenico che convenzionalmente si data dal 323 a.C. (morte di Alessandro Magno), al 31 a.C. (battaglia di Azio e caduta dell'ultimo regno ellenistico). Essa si distingue dal periodo precedente nelle sue manifestazioni più creative con un deciso rinnovamento formale, tematico e contenutistico. Dal punto di vista formale tutte le premesse poste da Lisippo vengono sfruttate e sviluppate, sia per quanto riguarda i rapporti dell'opera con lo spazio e con il fruitore, sia negli aspetti di superficie con l'accentuarsi del chiaroscuro e con le ricerche sul modellato dei corpi e dei panneggi e infine con l'ulteriore elaborazione del "gruppo scultoreo", caro al maestro di Sicione, che acquisisce in epoca ellenistica struttura particolarmente complessa. Le innovazioni tematiche riguardano da una parte l'elaborazione del ritratto fisionomico anche nei suoi aspetti psicologici, sociali ed etnici, dall'altra l'evasione nell'idillio pastorale.

## Contesto storico

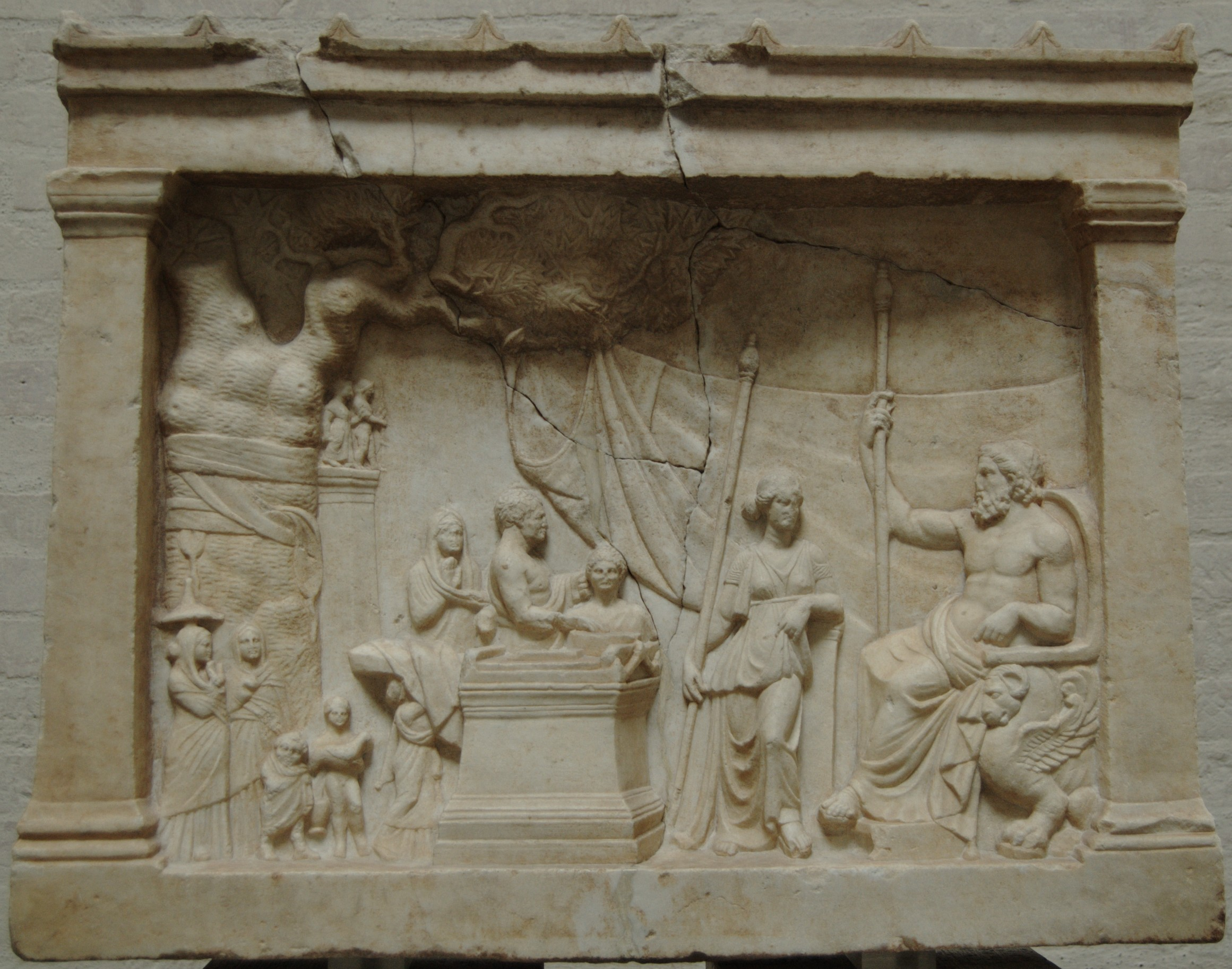
Un rilievo votivo rurale (200 a.C. circa), Gliptoteca, Monaco

Filippo II di Macedonia, al termine di un periodo di sanguinose lotte tra le poleis greche, era riuscito a imporre la propria egemonia e le sue imprese militari vennero continuate dal figlio Alessandro, il quale, alla testa di un esercito, riuscì inaspettatamente a conquistare e imporre una nuova forma di governo all'Asia Minore, l'impero persiano, la Mesopotamia, l'Egitto, la Siria e l'Asia centrale. Con la sua morte improvvisa l'impero venne diviso tra i suoi generali: Antigono prese la Macedonia (compresa la Grecia), Seleuco gran parte dei territori dell'ex-impero persiano (Asia Minore, Mesopotamia, Siria, territori dell'Asia), Tolomeo l'Egitto, la Palestina e altri territori costieri nel Mediterraneo orientale. Da ciascuno di essi discesero dinastie che, con alterne vicende, governarono fino alla conquista romana. Un po' più tardi si formò anche il regno di Pergamo (263 a.C.), sotto la dinastia degli Attalidi, che dominava gran parte dell'Egeo.
Nei nuovi governi venne favorito l'insediamento di coloni greci e macedoni in particolare, i quali ricoprivano ruoli preminenti nella società. A eccezione delle zone interamente popolate dai Greci, nei nuovi regni si manifestò uno scambio prolifico e continuo tra i dominatori e le popolazioni locali dominate, che influenzò le dinamiche economiche, sociali, politiche e anche artistiche, dando origine a qualcosa di nuovo. Sebbene le istituzioni delle vecchie polis, dove esistenti, sopravvivessero, il governo era in mano a un sovrano (basileus) che, fin da Alessandro, aveva dato alla sua figura un carattere sacrale, acquisendo un atteggiamento tipico della cultura orientale, in modo da facilitare il governo di aree tanto vaste. Questi re semidivini sovrintendevano a un sistema economico più che mai dinamico e globalizzato, in cui le classi dirigenti greche condividevano lingua, cultura e costumi.
Il mutamento del sistema sociale delle polis fece sì che letterati, filosofi e artisti si rivolgessero a nuovi obiettivi, non più strettamente legati alla collettività, come prima, ma con un pubblico costituito dai sovrani, dalle corti aristocratiche o dai privati cittadini. Una delle conseguenze più evidenti è la caduta del divieto di porre immagini private in luoghi pubblici che favorì la nascita del ritratto fisiognomico.
La ricerca si sviluppò in campi più specializzati (medicina, filologia, matematica, astronomia, scienze natrurali) e anche le arti visive si interessarono di nuovi fenomeni, come il reale, ora attentamente indagato. Il centro culturale dell'ellenismo fu Alessandria, mentre ad Atene si sviluppò la ricerca filosofica con le scuole dello scetticismo, stoicismo ed epicureismo, ciascuna indagante particolari aspetti dell'animo e della psicologia umana. Tali temi non tardarono ad apparire anche nella produzione artistica.
Il luogo privilegiato della produzione artistica divenne la corte, che richiedeva oggetti di lusso di grande raffinatezza e nella quale gli artisti erano figure colte e preparate, lontane ormai dalla condizione artigiana. Inoltre, la maggiore disponibilità economica delle classi dirigenti, dovuta ai maggiori traffici, aumentò la richiesta di oggetti artistici.

## Sviluppo

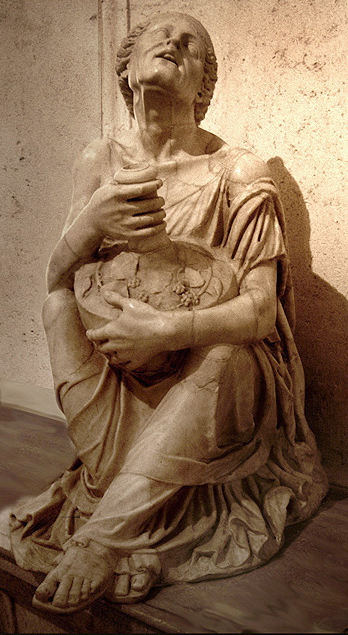
Vecchia ubriaca, III secolo a.C.

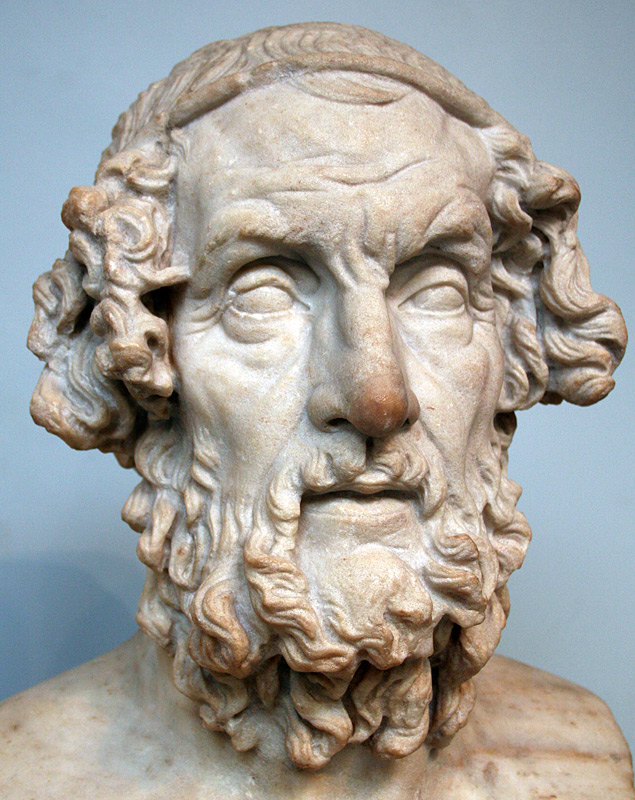
L'Omero cieco al British Museum.

La scultura ellenistica copre quasi tre secoli di produzione, studiati a partire dalla fine del XIX secolo in quasi totale assenza di fonti letterarie, indirizzate, proprio a partire dal periodo ellenistico, verso l'esaltazione del classicismo. I dati recuperati tramite gli scavi archeologici furono ordinati nella prima metà del XX secolo utilizzando categorie e terminologia desunte dall'arte moderna, così che ancora oggi si definisce "barocca" la produzione scultorea pergamena e "rococò" quella rodia. Grandi avanzamenti nello studio della scultura ellenistica si ebbero a metà del secolo con le scoperte di Sperlonga (Villa di Tiberio) e poco più avanti con il ritrovamento di un'iscrizione a Ostia, relativa a Firomaco, che permise una maggiore stabilizzazione delle notizie relative alla ritrattistica ellenistica e a Firomaco stesso e alla sua importanza nella scultura pergamena.
Fu un saggio di Gerhard Krahmer del 1923 a fissare una prima suddivisione cronologica e formale per la scultura ellenistica: il primo ellenismo (330-230 a.C.) che sviluppa le premesse lisippee entro volumi solidi e ritmi chiusi e si protrae sino alla creazione del Grande donario di Pergamo; il medio ellenismo (230-150 a.C.) caratterizzato dall'esasperazione dei ritmi e dall'accentuazione patetica, sino al fregio di Telefo dell'altare di Zeus; il tardo ellenismo (150-100 a.C.) che tende a una rappresentazione frontale con sculture caratterizzate da forme aperte che giunge sino all'età augustea. Malgrado i nuovi ritrovamenti e le nuove scoperte tale suddivisione resta nei suoi aspetti fondamentali insuperata, benché il periodo ellenistico sia tra i più difficili da inserire all'interno di schemi rigidi, a causa degli scarsissimi punti di riferimento, delle controverse datazioni relative a singole opere o cronologie e di partizioni stilistiche spesso effettuate su base soggettiva.
Le premesse della scultura ellenistica appartengono al IV secolo a.C. Le opere di Skopas, Prassitele e Lisippo divengono i modelli assoluti per tutta l'oikoumène (la terra abitata); il superamento del ritmo scultoreo del V secolo a.C. si era già manifestato nel mausoleo di Alicarnasso, nel nuovo Artemision di Efeso e nelle opere di Leocare; l'attenzione alle forme orientali e una più diretta osservazione del reale avevano già vivacizzato l'ultima fase della scultura greca classica preparando il movimento che si verificò in epoca ellenistica, quando le culture locali influenzarono la produzione artistica fino a generare una nuova sintesi che ebbe un'influenza culturale molto lunga, che si propagò per gran parte della vicenda artistica dell'Impero Romano, dunque ben oltre il 31 a.C.
Durante il periodo ellenistico la scultura recupera quella corrente realistica già manifestatasi nella prima metà del V secolo a.C., abbandonando in un certo modo gli ideali di bellezza e perfezione fisica caratteristici del periodo classico. La gente comune, donne, bambini, animali e scene domestiche, accanto a soggetti esotici (persone di colore, pigmei, esseri fantastici), divennero soggetti comuni nella produzione scultorea, commissionata da privati per l'ornamento di ville e giardini. Alla scultura decorativa tipica delle scuole rodia e alessandrina, fa riscontro quella più classicista delle opere destinate ai templi ed ai luoghi pubblici maggiormente legate alla tradizione, ma anche in questo ambito oltre a una standardizzazione della produzione scultorea verso formule di pura imitazione, si evidenzia una ricerca per l'effetto drammatico e plastico inusuale per i canoni estetici dell'arte greca.
Alcune delle più conosciute sculture ellenistiche come la Nike di Samotracia, la Venere di Milo, il Galata morente ed il Gruppo del Laocoonte raffigurano temi classici, ma il loro trattamento è molto più sensuale, emotivo e ricco di pathos o drammaticità, lontano dalla bellezza austera tipica di soggetti analoghi della scultura del periodo classico.
I nuovi interessi scientifici e filosofici portarono orientamenti nuovi nelle arti figurative, con la comparsa di tendenze mai esplorate prima, come il verismo e l'interesse alla vita privata degli individui, quindi ai sentimenti e alla psicologia. Ne è esempio la comparsa di espressioni di dolore, in opere come la Vecchia ubriaca della prima metà del II secolo a.C.; si sviluppa in questi anni il gusto per la scena di genere, aneddotica e descrittiva, particolarmente apprezzata nel tardo ellenismo e nell'età imperiale romana.

### Ritratti

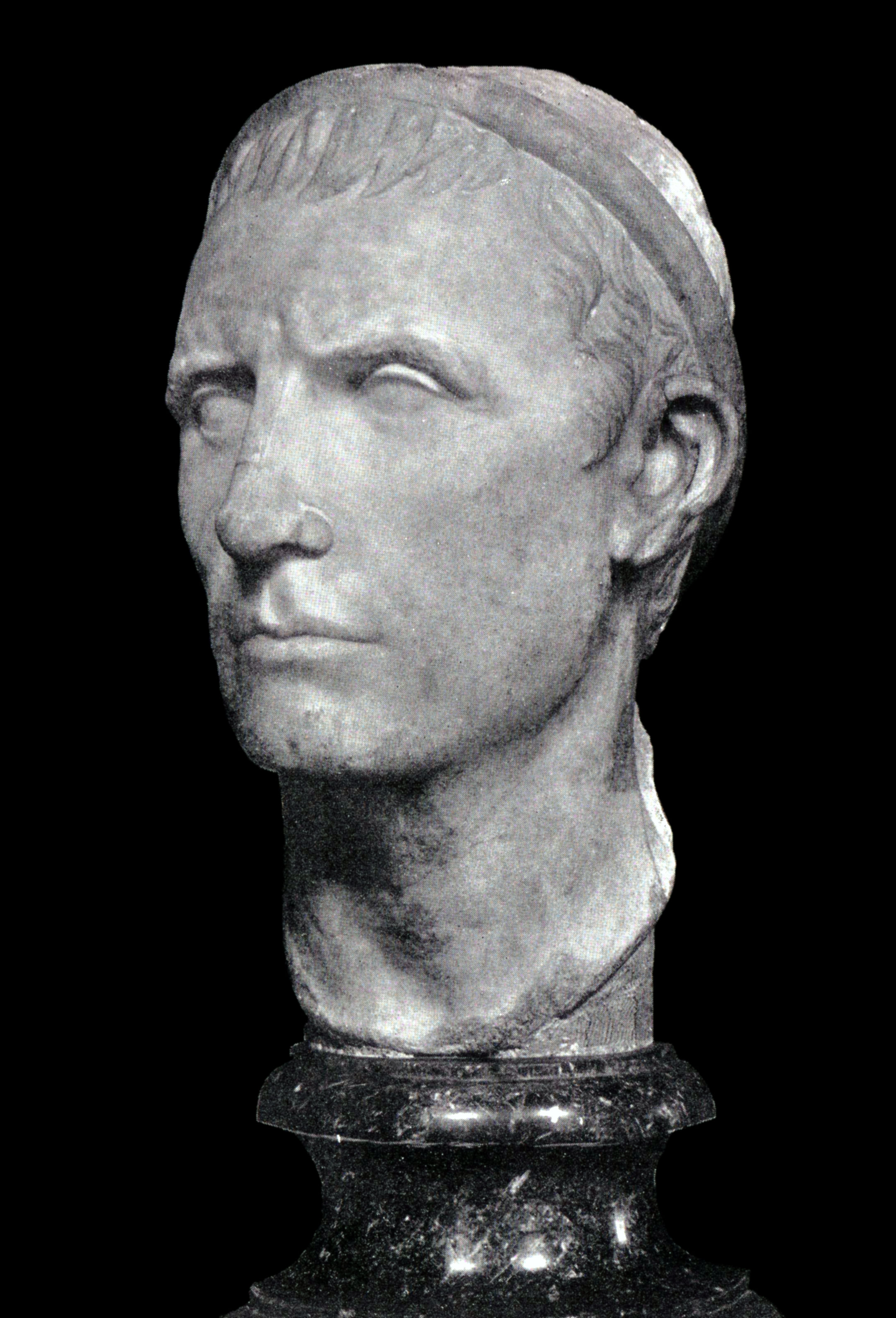
Ritratto di Antioco III

Nel periodo ellenistico iniziò a praticarsi l'arte del ritratto, fino ad allora praticamente bloccato dal divieto di collocare immagini private all'esterno e dal prevalere delle committenze pubbliche. In primo luogo i ritratti riguardarono i monarchi, spesso raffigurati con un'aura di sovrani illuminati tesa a riflettere le loro qualità divine.
La grande personalità di Lisippo (ritrattista ufficiale di Alessandro) e le mutate condizioni sociali e culturali fecero sì che venissero superate le ultime reticenze verso il ritratto fisiognomico e si arrivasse a rappresentazioni fedeli dei tratti somatici e del contenuto spirituale degli individui. Nel realizzare il Ritratto di Alessandro Magno egli trasformò il difetto fisico che obbligava il condottiero, secondo le fonti, a tenere la testa sensibilmente reclinata su una spalla in un atteggiamento verso l'alto che sembra alludere a un certo rapimento celeste, "un muto colloquio con la divinità". Questa opera fu alla base del ritratto del sovrano "ispirato", che ebbe una duratura influenza nei ritratti ufficiali ben oltre l'età ellenistica.
Dopo Lisippo, tra i secoli II e I a.C., si ebbe uno sviluppo amplissimo del ritratto fisiognomico greco, e non riguardò più solo i sovrani e gli uomini particolarmente illustri, ma anche i semplici privati. Si diffusero inoltre il ritratto onorario e il ritratto funerario.
Tra i capolavori di questo periodo ci sono i ritratti di Demostene e di Ermarco, basati sul reale aspetto dei personaggi (280-270 a.C.), il ritratto di anziano 351 del Museo Archeologico Nazionale di Atene, (200 a.C.), la testa in bronzo di Anticitera (sempre a Atene, 180-170 a.C. circa), il patetico ritratto di Eutidemo di Battriana, ecc. Esempio di un verismo di maniera è il ritratto di ricostruzione dello Pseudo-Seneca del Museo archeologico nazionale di Napoli. Nei ritratti ufficiali, al posto della tendenza più prettamente "verista", si privilegiava dare ai ritratti una valenza più nobile e degna, con espressioni più ieratiche e distaccate, come i ritratti di Antioco III di Siria, di Tolomeo III, di Berenice II, di Tolomeo VI, di Mitridate VI ecc.

### La scuola di Alessandria

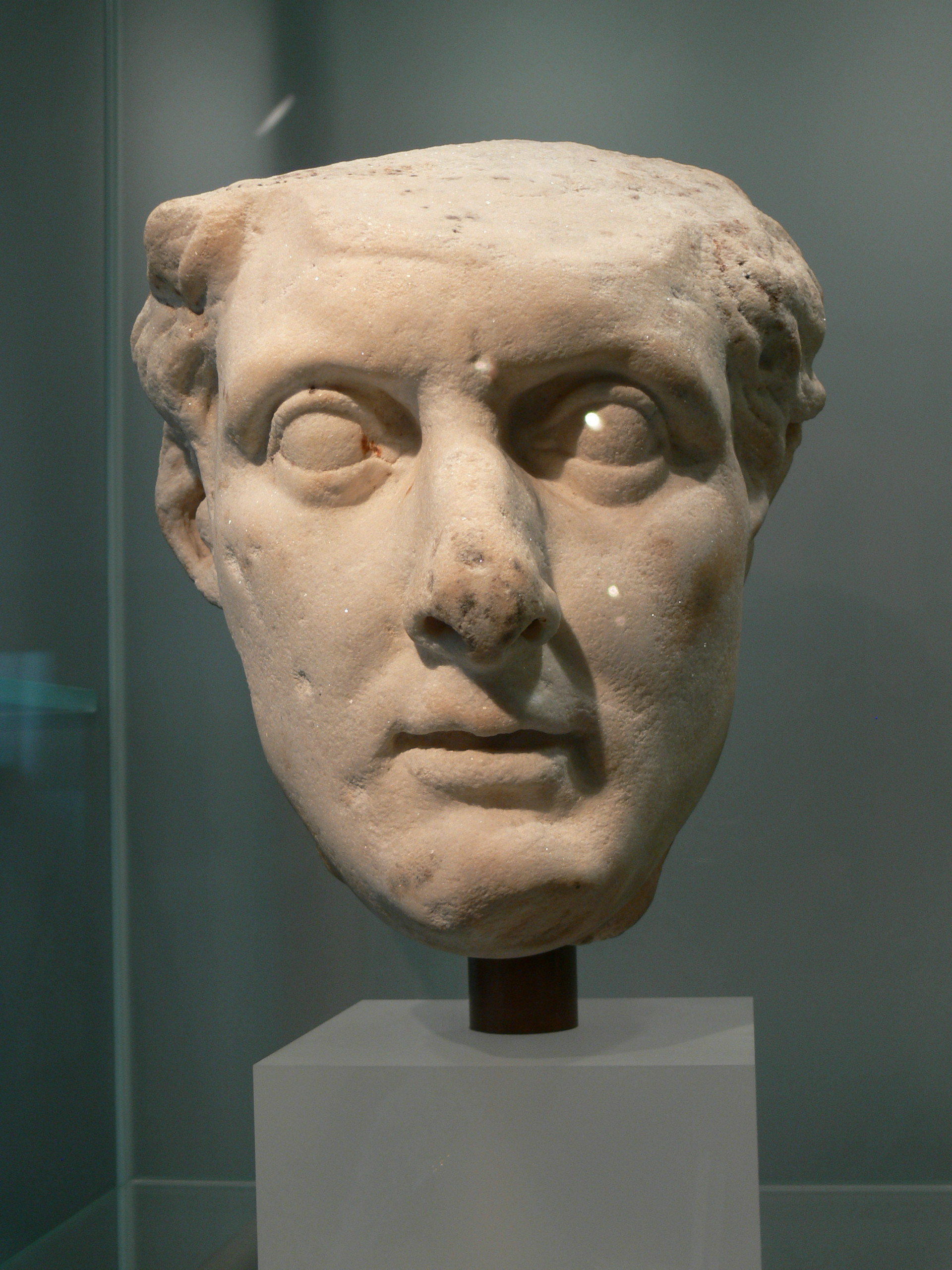
Ritratto di Tolomeo I. Copenaghen, Ny Carlsberg Glyptothek.

L'insediamento in Alessandria d'Egitto della dinastia tolemaica favorì lo sviluppo nella capitale del regno di una cultura di tipo greco. La sua distruzione in età araba determinò la scarsezza dei monumenti superstiti e una particolare difficoltà negli studi, in parte mitigata dalla possibilità di isolare i materiali di sicura provenienza locale riconducendoli ad identificati motivi iconografici e formali.
Per quanto riguarda la scultura, come negli altri maggiori centri di produzione, la cultura che confluisce in Alessandria è quella che deriva da Skopas, da Prassitele e da Lisippo, la quale, unendosi alla tradizione artigiana locale giunge ad esiti di particolare semplificazione nel modellato. La statua di culto di Serapide eseguita da Briasside fu probabilmente un ulteriore modello al quale ispirarsi per gli scultori di corte, i quali, all'inizio del III secolo a.C. avevano già stabilito i propri canoni: il verismo lisippeo e la fissità tradizionale dello sguardo riuniti nel ritratto di Tolomeo I conservato a Copenaghen, formano un esempio di compiuta arte tolemaica che giungerà ad esiti di maniera già con Tolomeo III e Berenice II.
Tra i gusti più spiccati si ricordano la pittura parietale, la coroplastica, il ritratto, le caricature, i soggetti di genere, una grande cura nell'architettura funeraria. L'artigianato, particolarmente florido perché libero dalle redini di una tradizione legata alla piccola impresa familiare, tipica della Grecia continentale e degli antichi centri di produzione, produce ed esporta oggetti di lusso, oreficeria, una grande quantità di vasi d'argento, vetri colorati e decorati. L'arte alessandrina si è inoltre particolarmente distinta nella glittica.
Tra le opere giunte fino a noi, si ricordano il Gallo di Giza (Museo del Cairo), dalla forma pittorica espressionistica,  e i ritratti di Omero cieco e dello Pseudo-Seneca.

### La scuola di Pergamo

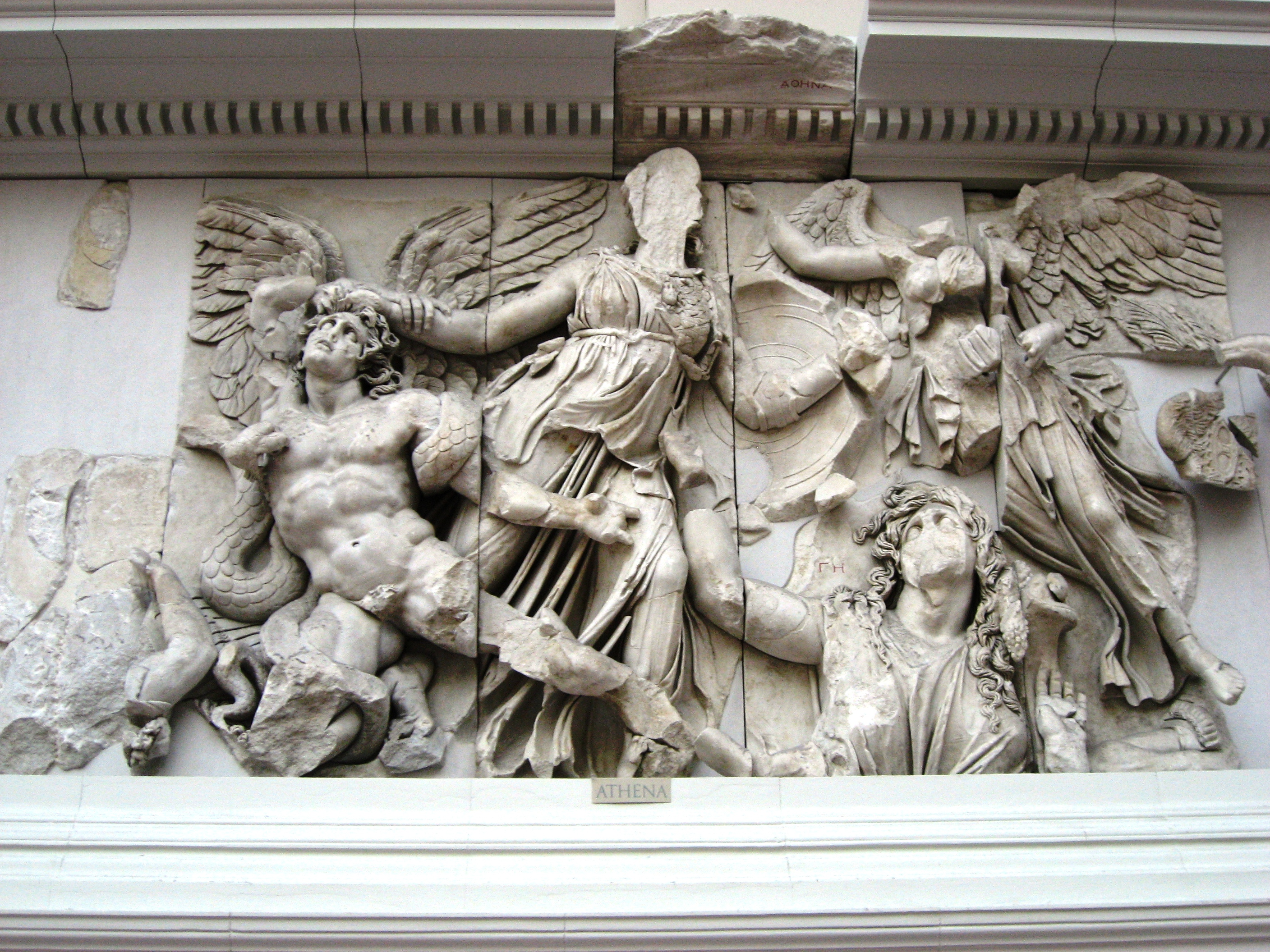
Dettaglio della Gigantomachia dall'Altare di Pergamo.

A Pergamo, governata dalla dinastia degli Attalidi, si sviluppò una vivace scuola locale. La vittoria sui barbari Galati era celebrata da un donario, posto su una base cilindrica e sostenente una serie di statue probabilmente bronzee, opera del caposcuola Epigonos. Tali opere sono andate perdute, ma alcune copie in marmo sono state riconosciute, permettendo di farsi un'idea del gruppo scultoreo. Tra queste il Galata morente e il Galata suicida, in cui i guerrieri sono attentamente caratterizzati dal punto di vista etnico, con gli zigomi alti, le lunghe ciocche della capigliatura, i baffi e la collana al collo. Si tratta di dettagli che testimoniano l'occhio analitico degli artisti di Pergamo. I vinti sono rappresentati con accenti patetici, che ne esaltano la grandezza e la dignità e quindi, di riflesso, la portata dell'impresa.
Il fregio maggiore dell'altare di Pergamo conteneva una grandiosa Gigantomachia con figure di dimensioni superiori al reale (h del fregio 228 cm, diviso in lastre di marmo locale di 70–100 cm l'una) e scolpita seguendo un complesso programma erudito, alla cui compilazione dovettero partecipare i filologi della locale Biblioteca. Oltre a dei e giganti compaiono infatti numerose divinità minori: a est i giganti lottano contro le divinità olimpiche, a nord contro quelle notturne, a sud contro quelle della luce e a ovest contro quelle marine e Dioniso. Alcune iscrizioni ricordano l'attività di molti artisti, provenienti oltre che da Pergamo anche da Atene e Rodi, sebbene un unico maestro dovette sicuramente sovrintendere ai lavori con una visione unitaria. I nudi possenti di Fidia o gli accenti drammatici di Skopas offrirono l'ispirazione per sviluppare qualcosa di nuovo, accentuando nuove pose dinamiche e aumentando il chiaroscuro tramite l'uso frequente del trapano. Il patetismo appare accentuato fino a diventare teatrale, amplificando forme e passioni tanto da aver fatto parlare di arte "barocca". Le direttrici oblique prevalgono ed esasperano il movimento dei personaggi, che, aggrovigliandosi convulsamente, aumentano la partecipazione emotiva dello spettatore.

### La scuola di Rodi

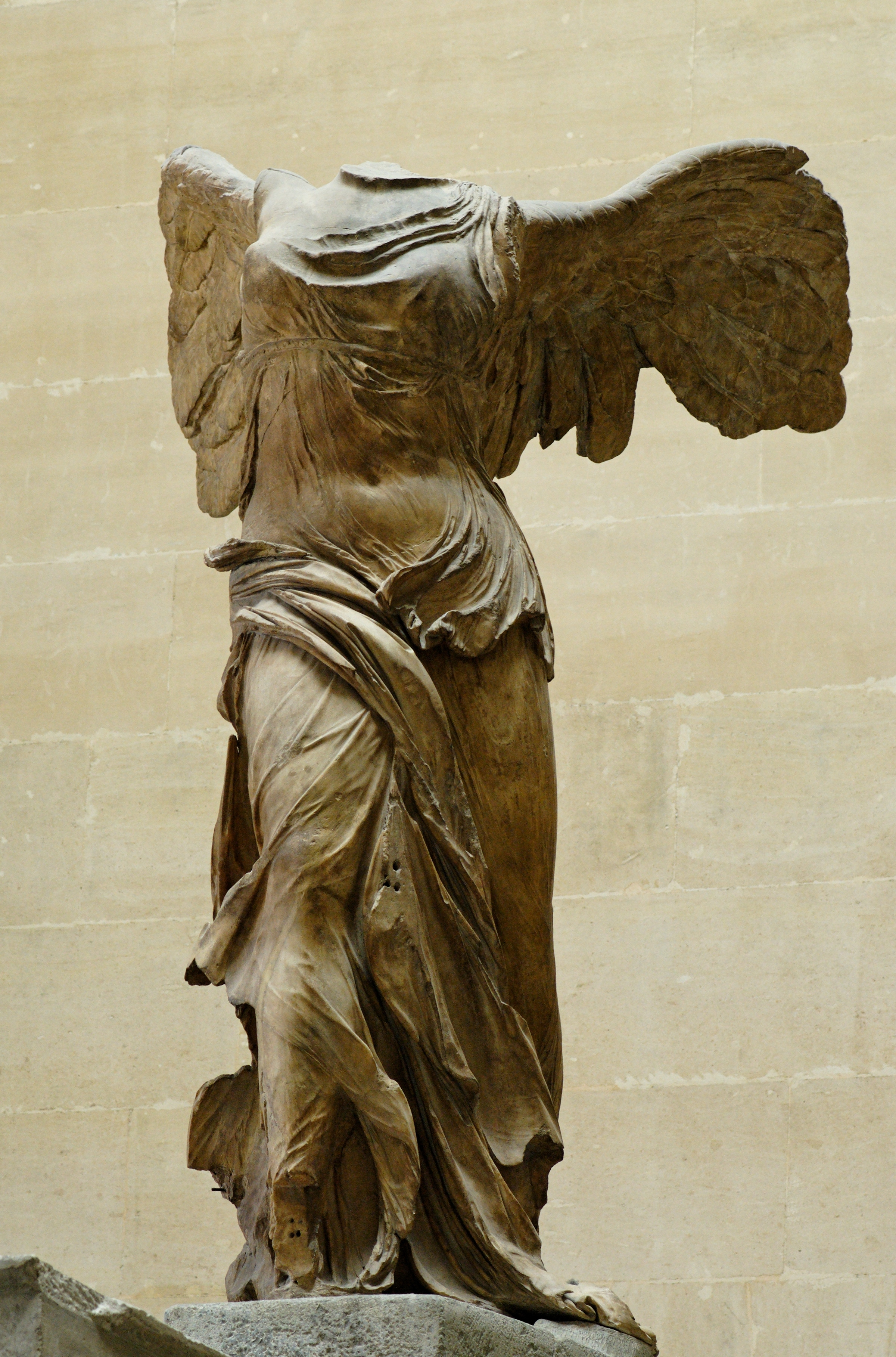
La Nike di Samotracia

Rodi fu un vivacissimo centro marittimo, commerciale e culturale, celebre per le scuole di filosofia, scienza, letteratura e retorica, che rivaleggiavano con quelle di Alessandria. Simbolo dell'orgoglio cittadino era il perduto colosso, eretto nel 292 a.C. e costruito in bronzo, per un'altezza complessiva di 32 metri circa. Tali imprese favorirono lo sviluppo di una scuola di scultura, in marmo e in bronzo, che divenne presto molto famosa.
Esempio tipico del virtuosismo degli scultori di Rodi è la Nike di Samotracia (200-180 a.C. circa), raffigurante una vittoria alata sulla prua di una nave. Essa è investita da un vento impetuoso, che fa aderire il setoso panneggio al corpo, risaltandone lo slancio e gonfiandosi in pieghe mai schematiche, di estrema abilità virtuosistica. Altra opera estremamente nota scolpita a Rodi è il Gruppo del Laocoonte, forse copia ad opera degli scultori Agesandro, Atanodoro e Polidoro di un bronzo fuso a Pergamo nel II secolo a.C. Alle stesse mani sono riferite anche le statue del Gruppo di Polifemo e le altre statue rinvenute nella grotta della villa di Tiberio a Sperlonga nel 1957.